# Heiner Bruns
Heiner Bruns (* 12. August 1935 in Düsseldorf; † 4. Dezember 2019 in Bielefeld) war ein deutscher Theaterintendant, Dramaturg und Regisseur.

## Leben, Arbeitsstationen
Heiner Bruns wurde 1935 in Düsseldorf geboren und empfing seine ersten prägenden Theatereindrücke am dortigen Schauspielhaus unter Gustaf Gründgens. Nach einem längeren Aufenthalt in den USA und dem Studium der Germanistik, Kunstgeschichte, Philosophie und Soziologie in Köln, München und Zürich begann er 1957 seine Theaterlaufbahn bei den Ruhrfestspielen in Recklinghausen als Regieassistent von Karl-Heinz Stroux und Gustav Rudolf Sellner und am Schauspielhaus Zürich. 1958 holte ihn Sellner als Dramaturgen an das Staatstheater Darmstadt, von wo er 1960 als Chefdramaturg zu Arno Wüstenhöfer an die Bühnen der Hansestadt Lübeck ging. Weitere Stationen waren dann Freiburg (Intendant Hans-Reinhard Müller) und Essen als persönlicher Referent von Erich Schumacher. 1971 wurde er Intendant des Stadttheaters Pforzheim und 1975 Intendant der Bühnen der Stadt Bielefeld. 1986 wählte ihn der Magistrat der Stadt Essen zum Generalintendanten der Essener Theater. Aus unterschiedlichen Gründen nahm Bruns die Wahl jedoch nicht an und blieb Intendant in Bielefeld bis zu seiner Pensionierung 1998.

## Bielefeld 1975–1998: „Bielefelder Opernwunder“
Gestützt auf konzeptionelle Vorarbeiten („Schema für eine Dramaturgie des Stadttheaters“) und eine konsequente „Ensemblearbeit“ gelang in den ersten Spielzeiten eine Konsolidierung der Bühnen der Stadt Bielefeld. Im Musiktheater wurde die sog. „Bielefelder Dramaturgie“ entwickelt, deren konkretes Ergebnis das „Bielefelder Opernwunder“ war.
Mit dem von Bruns engagierten jungen Opern-Oberspielleiter John Dew, dem Chefdramaturgen Alexander Gruber, dem Bühnenbildner Gottfried Pilz und den Generalmusikdirektoren Georg Schmöhe und Rainer Koch erlangte die Bielefelder Oper in dieser Zeit internationalen Ruf, vor allem durch die konsequente Wieder- und Uraufführung von Opern aus der Zeit der Weimarer Republik (Antheil, Brand, Delius, Dressel, Hindemith, Honegger, Korngold, Krenek, Martinů, Rathaus, Schreker, Stephan, Toch, Ullmann, Weill, Wellesz), Werken der Grand Opera (Berlioz, Boito, Halévy, Meyerbeer) und zeitgenössischen Ur- und Erstaufführungen als „Zeitoper heute“ (Adams, Bernstein, Cotel, Dreyfus, Gerhard, Karetnikow, Loevendie, Medek, Moore, Musgrave, Villa-Lobos, Weir, Udo Zimmermann).
Vor allem der sogenannten „Zeitoper“ galt das Interesse, einer Gattung, die in der Weimarer Republik entstand und akute Probleme auf die Bühne des Musiktheaters stellte wie Arbeitslosigkeit (Maschinist Hopkins von Max Brand), Presse- und Medienhörigkeit (Neues vom Tage von Paul Hindemith), Scheinrevolution (Der Sprung über den Schatten von Ernst Krenek), Staatsterror (Der Schmied von Gent von Franz Schreker) usw. Neu war an diesen Werken auch, dass Operntraditionen mit Tanz- und Unterhaltungsmusik, also U- und E-Musik, zu einem neuen Klang gemischt wurden. Dieser moderne republikanische Neubeginn war von den Nationalsozialisten verboten worden („Entartete Musik“) und wurde in der Bundesrepublik nicht wieder aufgegriffen. Werke aus dem Bereich der vorklassischen und romantischen Oper (u. a. Cherubinis Medea, Gretrys Zemire und Azor, Marschners Vampyr, Schumanns Genoveva, Spohrs Faust) ergänzten das musikalische Repertoire.
„The tiny Bielefeld Opera in northern Germany put Bielefeld on the world opera map“ und machte es für mehr als ein Jahrzehnt zum „Mekka“ der Operninteressierten.

## Schauspiel
Spielpläne und Stücke drückten die konzeptbestimmten relevanten Themen aus und boten dem Publikum auf unterhaltsame Weise Gelegenheit, seinen Standort wahrzunehmen und die eigene Perspektive zu bestimmen. Wo die Aktualität klassisch gewordener Stücke verdeckt war, wurde sie in durch das Theater in Auftrag gegebenen Neuübersetzungen sichtbar gemacht u. a. Shakespeare von Erich Fried und Frank Günther, antike Tragödien von A.S. Kessler, Molière von A. Gruber und Tankred Dorst, Gorki von Thomas Brasch.
Dazu kamen „Ausgrabungen“ wie Italo Svevos Alberta und Alice, Peter Martin Lampels Revolte im Erziehungshaus, Gerhart Hauptmanns Atriden, Leonora Carringtons Penelope, Lion Feuchtwangers Friede; Uraufführungen wie Thomas Baums Kalte Hände, Rauhe Zeiten, Geburtstag, Georg Heyms Grifone, H.H. Jahnns Hans Heinrich, Thomas Strittmatters Kaiserwalzer, Harald Müllers Henkersnachtmahl; deutsche Erstaufführungen u. a. Isidora Aguirres Die guten Tage, die schlechten Tage, Wladimir Gubarews Stalins Datcha, Viktor Slawkins Raucherecke.
Eine erfolgreiche Neuerung war im Schauspiel die Einführung eines emanzipatorischen Kinder- und Jugendtheaters, das als vierte Sparte viele Jahre als „Zweigstelle des Berliner Grips-Theaters in Westdeutschland“ galt. Hier wurden wichtige Formen der Jugendkultur integriert, wie etwa die Rockmusik, das kritische Lied, das Chanson, der Break-Dance. So wurden „glückhafte Visionen einer menschlicheren Welt“ realisiert.
Von der Stadt Bielefeld verordnete Sparmaßnahmen 1981/82, und 1994/95 von weiteren drei Millionen DM führten insgesamt zur „Freisetzung“ von 64 Mitarbeitern in fast allen Sparten und 1995 zur En-suite Bespielung des Theaters am alten Markt. Auf Grund dessen musste das Kinder- und Jugendtheater geschlossen werden.

## Ensemblepflege
Zu den Darstellerinnen und Darstellern, die während der Intendanz von Heiner Bruns zeitweilig dem Bielefelder Musiktheater Ensemble angehörten und das für viele von ihnen zum Sprungbrett wurde, zählen u. a. Robert Dean Smith (Bayreuther Festspiele, Metropolitan Opera, Covent Garden), Susan Maclean (Bayreuther Festspiele, Staatsoper München), Gidon Saks (Bregenzer Festspiele, Covent Garden, New York City Opera), Jörg Dürmüller (Royal Albert Hall, Carnegie Hall), Michael Vier (Oper Lissabon, Opernhaus Zürich, Hamburger Staatsoper), James O’Neal (†, Deutsche Staatsoper Berlin), Cynthia Makris (Mailänder Scala, Teatro Colon, Covent Garden), Margret Thompson (Los Angeles Opera, New York City Opera) oder Christine Weidinger (Mailänder Scala, Metropolitan Opera, Covent Garden).
Im Schauspiel sind u. a. Horst A. Fechner (†, TV), Norbert Lamla, Armin Rohde, Michou Friesz, Andreas Hoppe, Jacqueline Kornmüller, Joachim Meyerhoff oder Tatja Seibt zu nennen.
Einige Ensemblemitglieder wurden später selber erfolgreiche Intendanten, so Ulrich Burkhardt (†, Meiningen), John Dew (Dortmund, Darmstadt), Paul Esterházy (Aachen), Bernhard Helmich (Chemnitz, Bonn), Joachim Lux (Hamburg), Matthias Oldag (Altenburg/Gera), Kay Metzger (Detmold), Peter Theiler (Nürnberg, Semperoper Dresden).
Gastspiele führten die Bielefelder Oper in diesen Jahren u. a. zum Schleswig-Holstein Musikfestival, den Maifestspielen Wiesbaden und zur Houston Grand Opera.

## Ehrenamtliche Tätigkeiten
Heiner Bruns engagierte sich außerdem nachhaltig für die Sache des deutschen Theaters im Deutschen Bühnenverein und in Experten- und Findungskommissionen. Viele Jahre war er stellvertretender Vorsitzender und Geschäftsführer der Intendantengruppe, stellvertretender Vorsitzer des LV Mitte, Mitglied des Verwaltungsrates, des Tarifausschusses und des Ausschusses für künstlerische Fragen des Bühnenvereins, sowie Vorsitzender des Theaterbeirats des Kultusministeriums NRW. 1989 hat er an dem Gutachten „Führung und Steuerung des Theaters“ der Kommunalen Gemeinschaftsstelle für Verwaltungsvereinfachung (KGST) des Deutschen Städtetages mitgearbeitet. Er war u. a. Mitglied des Verwaltungsrates der Versorgungsanstalt der deutschen Bühnen, Vorstandsmitglied der Deutschen Theatertechnischen Gesellschaft (DTHG) für den Bühnenverein und Beisitzer bei den Bühnenoberschiedsgerichten. Zahlreiche Übersetzungen und Inszenierungen.

## Ehrungen und Auszeichnungen
- Ehrenmitglied des Bielefelder Theaters
- Ehrenmitglied der Theater- und Konzertfreunde Bielefeld
- Ehrenmitglied der Deutschen Theatertechnischen Gesellschaft (DTHG)
- Bundesverdienstkreuz am Bande des Verdienstordens der Bundesrepublik Deutschland, verliehen durch Minister Michael Vesper im Auftrag von Bundespräsident Johannes Rau (2000)[17]